# Historia del Reino Unido
- Para periodos anteriores a 1707 ver Historia de Inglaterra, Historia de Irlanda, Historia de Gales e Historia de Escocia.
- Entre 1707 y 1801, consultar Historia de Gran Bretaña

## SigloXVIII

### Nacimiento de la unión
El Reino de Gran Bretaña se creó el 1 de mayo de 1707, como resultado de la unión política del Reino de Inglaterra (que incluye al país de Gales) y del Reino de Escocia según el Tratado de la Unión. Permitió que los dos reinos fueran combinados en un solo reino, uniendo los dos parlamentos en uno solo, el Parlamento de Gran Bretaña La Reina Ana se convirtió en la primera monarca de la nueva Gran Bretaña. Aunque fuera un solo reino, ciertos aspectos de los antiguos reinos independientes permanecieron separados, como se acordó en los términos del Tratado de la Unión. Las leyes escocesa e inglesa permanecieron separadas, al igual que la Iglesia Presbiteriana de Escocia y la Iglesia Anglicana de Inglaterra. Inglaterra y Escocia también continuaron con su propio sistema de educación. Mientras tanto, la larga Guerra de Sucesión española (1701-1714) estaba en marcha con Francia. Tras los Tratados de Utrecht y Rastadt en 1713, y 1714, la guerra terminó.

### Reyes Hannoverianos
La Casa de Estuardo acabó con Ana de Gran Bretaña en 1714, aunque una facción acérrima con apoyo francés apoyó a pretendientes. El Elector de Hannover se convirtió en rey como Jorge I (1714-1727). Prestó más atención a Hannover y se rodeó de alemanes, convirtiéndolo en un rey impopular. Durante estos momentos con la aparición de la figura política de primer ministro, el Rey de Gran Bretaña dejaría de ser la cabeza del gobierno británico a una figura decorativa bajo las limitaciones del Parlamento y el coordinador del nuevo título de jefe de Gobierno en Gran Bretaña, aunque el todavía era Jefe del Estado. Sin embargo, construyó el ejército y creó un sistema político más estable en Gran Bretaña y ayudó a llevar la paz al norte de Europa. Las facciones jacobitas que buscaban una restauración de Stuart se mantuvieron fuertes; ellos instigaron una revuelta en 1715-1716. El hijo de Jaime II planeó invadir Inglaterra, pero antes de que pudiera hacerlo, John Erskine, VI conde de Mar, lanzó una invasión desde Escocia, que fue derrotada fácilmente.
Jorge II (1727-1760) mejoró la estabilidad del sistema constitucional, con un gobierno dirigido por Robert Walpole durante 1730 hasta 1742. Él construyó el Primer Imperio británico, fortaleciendo las colonias en el Caribe y América del Norte. En coalición con la potencia en ascenso Prusia, derrotó a Francia en la Guerra de los Siete Años (1756-1763) y ganó el control total de Canadá.
Jorge III (1760-1820) nunca visitó Hanover, y hablaba inglés como su primer idioma. Acosado por los estadounidenses como un tirano y el instigador de la Guerra de Independencia de los Estados Unidos, estaba loco de vez en cuando después de 1788 ya que su hijo mayor sirvió como regente. El último rey en dominar el gobierno y la política, su largo reinado se caracteriza por perder el primer Imperio británico en la Guerra Revolucionaria Americana (1783), mientras Francia buscaba vengarse de su derrota en la Guerra de los Siete Años ayudando a los estadounidenses. El reinado fue notable por la construcción de un segundo imperio basado en India, Asia y África, los comienzos de la revolución industrial que convirtió a Gran Bretaña en una potencia económica, y sobre todo la lucha de vida o muerte con los franceses, las Guerras revolucionarias francesas 1793- 1802, que termina en un empate y una corta tregua, y las épicas Guerras Napoleónicas (1803-1815), que terminan con la derrota decisiva de Napoleón.

## Revolución industrial
La Revolución industrial se desarrolló en Inglaterra antes que en cualquier otra nación europea, con nuevos inventos: hiladora Jenny, hilares hidráulicos, máquinas de vapor, arado de hierro, locomotoras, vacunas, etc, transformando la forma de vida medieval. No obstante, los grupos sociales se vieron influidos por dicha revolución de forma desigual.
La vieja élite nobiliaria continuaba siendo el grupo más poderoso. Fue el grupo menos afectado por los cambios. Se enriquecieron enormemente con la industrialización ya que poseían cerca de un 70% de las tierras inglesas. Adquirieron una mentalidad capitalista y se beneficiaron del paso del ferrocarril por sus tierras y del aumento de producción agrícola gracias a las nuevas técnicas.
Su papel político sigue siendo predominante, aunque ya no tienen el monopolio del poder debido a las reformas legales introducidas por la Cámara de los Comunes.
La alta burguesía era un grupo muy restringido de grandes banqueros e importantes comerciantes y empresarios. Intentaron emparentarse con la alta aristocracia bien copiando hábitos de vida cotidiana, o bien mediante lazos matrimoniales.
La media y baja burguesía son artesanos y propietarios de pequeños y medianos talleres. Grupo emprendedor que exige derechos de mayor representación política, es la base social del Partido liberal.
Los trabajadores rurales se ven perjudicados por los contratos precarios que trae la revolución agrícola. Además, se implanta el impopular Sistema Speenhamland, o «Ley de pobres» y pierden la posibilidad de adquirir ingresos a través de la protoindustria debido a la creación de las fábricas.
Los proletarios son quienes más van a sufrir los efectos de un crecimiento descontrolado de las ciudades y una industrialización salvaje. La mayoría de los proletarios eran campesinos que se habían visto forzados a dejar su forma de vida trasladándose a las ciudades para poder subsistir. Empiezan a sufrir por vez primera la tiranía del reloj, que les impone una vida monótona y con largas jornadas de trabajo. Las mujeres y los niños eran mano de obra barata. El absentismo laboral se penalizaba con la cárcel. Los servicios públicos eran mediocres o inexistentes. Por ejemplo, no había agua corriente en los hogares, ni alcantarillado ni servicios de limpieza urbana, lo cual provocó numerosas epidemias. El ideólogo liberal Adam Smith se oponía a esta situación de explotación de clases.

## Auge y caída delImperio británico(1800-1997)

### Unión con Irlanda
En 1801, Gran Bretaña e Irlanda se unifican en un solo reino, el Reino Unido de Gran Bretaña e Irlanda.

### Guerras napoleónicas
Las guerras napoleónicas (1803-1815) fueron una serie de conflictos librados entre el Primer Imperio Francés bajo Napoleón (1804-1815) y una serie fluctuante de coaliciones europeas. Las guerras se originaron en las fuerzas políticas surgidas de la Revolución Francesa (1789-1799) y de las Guerras Revolucionarias Francesas (1792-1802) (la Guerra de la Primera Coalición (1792-1797) y la Guerra de la Segunda Coalición (1798-1802)), y produjeron un periodo de dominación francesa de la Europa Continental. Hubo siete guerras napoleónicas, cinco de las cuales recibieron el nombre de las coaliciones que lucharon contra Napoleón, más dos que recibieron el nombre de sus respectivos teatros: (i) la Guerra de la Tercera Coalición (1803-1806), (ii) la Guerra de la Cuarta Coalición (1806-1807), (iii) la Guerra de la Quinta Coalición (1809), (iv) la Guerra de la Sexta Coalición (1813-1814), (v) la Guerra de la Séptima Coalición (1815), (vi) la Guerra Peninsular (1807-1814), y (vii) la invasión francesa de Rusia (1812). Fueron las guerras más extensas y costosas de la historia europea antes de la Primera Guerra Mundial.

### Guerra de 1812 con Estados Unidos
Simultáneamente a las guerras napoleónicas, las disputas comerciales y la imposición británica de marineros estadounidenses desembocaron en la Guerra de 1812 con Estados Unidos. La "segunda guerra de independencia" para los estadounidenses, aunque en realidad nunca fue el objetivo británico de conquistar las antiguas colonias, sino de impedir la conquista de las colonias canadienses por los estadounidenses, tuvo poca repercusión en Gran Bretaña, donde toda la atención se centraba en la lucha con Francia. Los británicos pudieron dedicar pocos recursos al conflicto hasta la caída de Napoleón en 1814. Las fragatas estadounidenses también infligieron una serie de embarazosas derrotas a la armada británica, escasa de mano de obra debido al conflicto en Europa. Ese año se intensificó el esfuerzo bélico y se consiguieron algunos éxitos, como el incendio de Washington, pero muchas voces influyentes, como la del duque de Wellington, sostenían que era imposible una victoria absoluta sobre Estados Unidos.
A finales de 1814 se acordó la paz, pero Andrew Jackson, ajeno a ello, obtuvo una gran victoria sobre los británicos en la batalla de Nueva Orleans en enero de 1815 (las noticias tardaron varias semanas en cruzar el Atlántico antes de la llegada de los barcos de vapor). La ratificación del Tratado de Gante puso fin a la guerra en febrero de 1815. El principal resultado fue la derrota permanente de los aliados indios con los que contaban los británicos. La frontera entre Estados Unidos y Canadá fue desmilitarizada por ambos países y se reanudó el comercio pacífico, aunque la preocupación por una conquista estadounidense de Canadá persistió hasta la década de 1860.

### Reacción de la posguerra: 1815 a 1822
Reino Unido emergió de las guerras napoleónicas, un país muy diferente al que había sido en 1793. A medida que avanzaba la industrialización, la sociedad cambió, volviéndose más urbana. El período de posguerra experimentó un desplome económico, y las malas cosechas y la inflación causaron un malestar social generalizado. El liderazgo británico era intensamente conservador, siempre atento a los signos de una actividad revolucionaria del tipo que tanto había afectado a Francia. Los historiadores han encontrado muy pocos signos, señalando que los movimientos sociales como el metodismo alentaron fuertemente el apoyo conservador para el statu quo político y social.

### Las reformas políticas de la primera mitad delsigloXIX
La primera Ley de Reforma electoral fue en 1832, y consistió en redistribuir los escaños entre los distritos electorales, para ir eliminando los burgos podridos, dando mayor representación a los condados más poblados y rebajando la de los condados con menos habitantes. Se duplicó el cuerpo electoral, pasando de 420.000 a 800.000 electores, pues se dio derecho a voto a los propietarios de inmuebles con una renta mayor de 10£ por año, lo cual equivalía al burgués medio-alto.
A pesar de que esta reforma no dio derecho a voto a un número significativo de la población (del 70% al 80% de los representantes en la Cámara de los Comunes seguían siendo grandes hacendados), permitió aprobar numerosas leyes, con avances sociales trascendentales. Por ejemplo, en 1833, se aprobó la Ley de municipios de 1833, la abolición de la esclavitud, la creación de un sistema de educación estatal y las Leyes fabriles de 1833. En 1834, se aprobó la Nueva Ley de Pobres o New Poor Law. En 1836, se aprobó la Reforma matrimonial, se suprimió el diezmo y se realizó una redistribución dentro del seno de la Iglesia de Inglaterra entre el 1836 y 1840. En 1846, debido a la Crisis de la Patata irlandesa, se suprimió la política proteccionista sobre los cereales, lo cual fue el triunfo del librecambismo, que se mantuvo hasta la Crisis de 1929. En 1847, se aprobó la jornada de 10 horas de trabajo, gracias a las presiones del Cartismo.

### Comienzos delsigloXX(1900-1914)
La industria transatlántica británica se vio en el ojo del huracán ante todo el mundo con el eminente fracaso de los buques insignia de la Clase Olympic; de la White Star Line:
- - El RMS Olympic; que demostró, el 25 de septiembre de 1911, la malísima calidad del acero, al ser impactado por el acorazado HMS Hawke, de la Royal Navy.
  - El RMS Titanic; cuya tragedia se viralizó en horas a nivel mundial, al hundirse el 14 de abril del año 1912, que cobró 1513 vidas.
  - El HMHS Britannic, que no pudo resistir el ataque terrorista mientras prestaba servicio como buque hospital en el mar mediterráneo, y hundiéndose de 21 de noviembre de 1916, en el esplendor de la Primera Guerra Mundial.

### Primera Guerra Mundial (1914-1918)
Reino Unido ingresó a la Primera Guerra Mundial con Herbert Henry Asquith del partido liberal como primer ministro. Asquith declaró la guerra al Imperio Alemán el 4 de agosto de 1914, en respuesta a las demandas del pasaje militar forzadas a Bélgica por Alemania, y la finalización del propio ultimátum del Reino Unido a las 11 p. m. de ese día. Las razones del Reino Unido para declarar la guerra fueron complejas: el tratado de Londres (1915) había comprometido al Reino Unido a salvaguardar la neutralidad de Bélgica en el evento de la invasión, pero la oficina del Ministerio de Relaciones Exteriores y de la Mancomunidad de Naciones había concluido que el tratado podría no aplicarse. Reuniones largas y secretas respecto al compromiso moral de Reino Unido se habían llevado a cabo desde 1905, pero muchos de los miembros del gabinete de Asquith no estuvieron al tanto de las mismas sino hasta 1911.  Las fuerzas armadas del estado fueron reorganizadas e incrementó el tamaño de las Fuerzas Armadas, debido a la introducción del alistamiento forzoso en enero de 1916, por primera vez en la historia del Reino Unido. Germania Magna era poco apreciada. La familia real británica, bajo el mando de Jorge V del Reino Unido, disolvió relaciones con sus primos alemanes y cambió su nombre germánico "Casa de Sajonia-Coburgo-Gotha" al distinguido inglés "Casa de Windsor".

### La Segunda Guerra Mundial (1939-1945)
Reino Unido, junto con sus dominios y el resto del Imperio, declaró la guerra a la Alemania nazi en 1939, después de la invasión alemana de Polonia. Después del período de calma de la "guerra falsa", los ejércitos franceses y británicos se derrumbaron bajo ataque alemán en la primavera de 1940. Los británicos rescataron a su ejército en Dunkerque (así como muchos soldados franceses), dejando todo su equipo y suministros de guerra detrás. Winston Churchill llegó al poder, prometiendo luchar contra los alemanes hasta el final. Los alemanes amenazaron una invasión que la Royal Navy estaba preparada para repeler. En primer lugar, los alemanes trataron de lograr la supremacía aérea, pero fueron derrotados por la Real Fuerza Aérea en la Batalla de Inglaterra a finales del verano de 1940. Japón declaró la guerra en diciembre de 1941, y rápidamente se apoderó de Hong Kong, Malasia, Singapur y Birmania, y amenazó Australia e India. Reino Unido formó una alianza con la Unión Soviética (a partir de 1941) y muy estrechos vínculos con los Estados Unidos (a partir de 1940). La guerra era muy cara. Fue pagada con altos impuestos, la venta de activos, y al aceptar grandes cantidades de Lend Lease de los EE. UU. y Canadá. Los EE. UU. dieron $40 000 millones en municiones; Canadá también dio ayuda. La ayuda estadounidense y canadiense no tenía que ser reembolsada, pero también hubo préstamos estadounidenses que fueron reembolsados.

### Posguerra y descolonización (1945-1997)

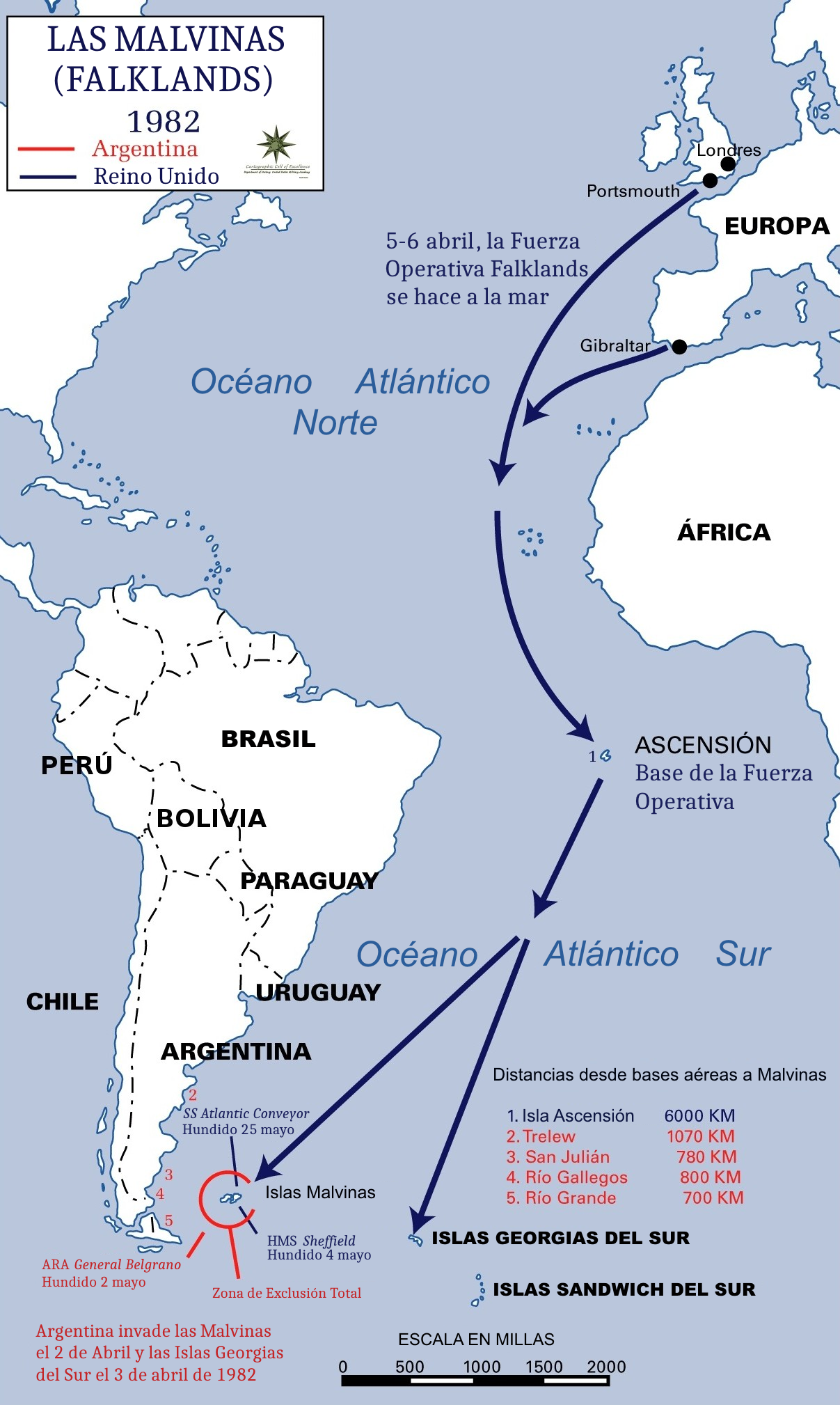
Mapa del teatro de operaciones de la guerra de las Malvinas, las distancias entre éstas y las diferentes bases de ambos ejércitos.

En 1946 fue uno de los miembros fundadores y uno de los cinco miembros permanentes del Consejo de Seguridad de Naciones Unidas con derecho a veto. También en 1949 fue uno de los socios fundadores de la OTAN. Se alineó junto a Estados Unidos durante la llamada Guerra fría.
El Reino Unido se adhirió a la Comunidad Económica Europea, comúnmente denominada por los británicos como el «Mercado Común», el 1 de enero de 1973, bajo el gobierno conservador de Edward Heath. El Partido Laborista, liderado en la oposición por Harold Wilson, concurrió a las elecciones generales de octubre de 1974 con el objetivo de renegociar los términos de pertenencia del Reino Unido a la CEE y, posteriormente, celebrar un referéndum sobre la permanencia en la misma en función de los nuevos términos. Finalmente, en 1975 se celebró el Referéndum sobre la permanencia del Reino Unido en las Comunidades Europeas.
En 1982 se produjo la guerra de las Malvinas, que acabó en una victoria del Reino Unido sobre Argentina.
En 1997 se produjo la Transferencia de soberanía de Hong Kong de Reino Unido a China.

## Comienzos delsigloXXI(2001-presente)

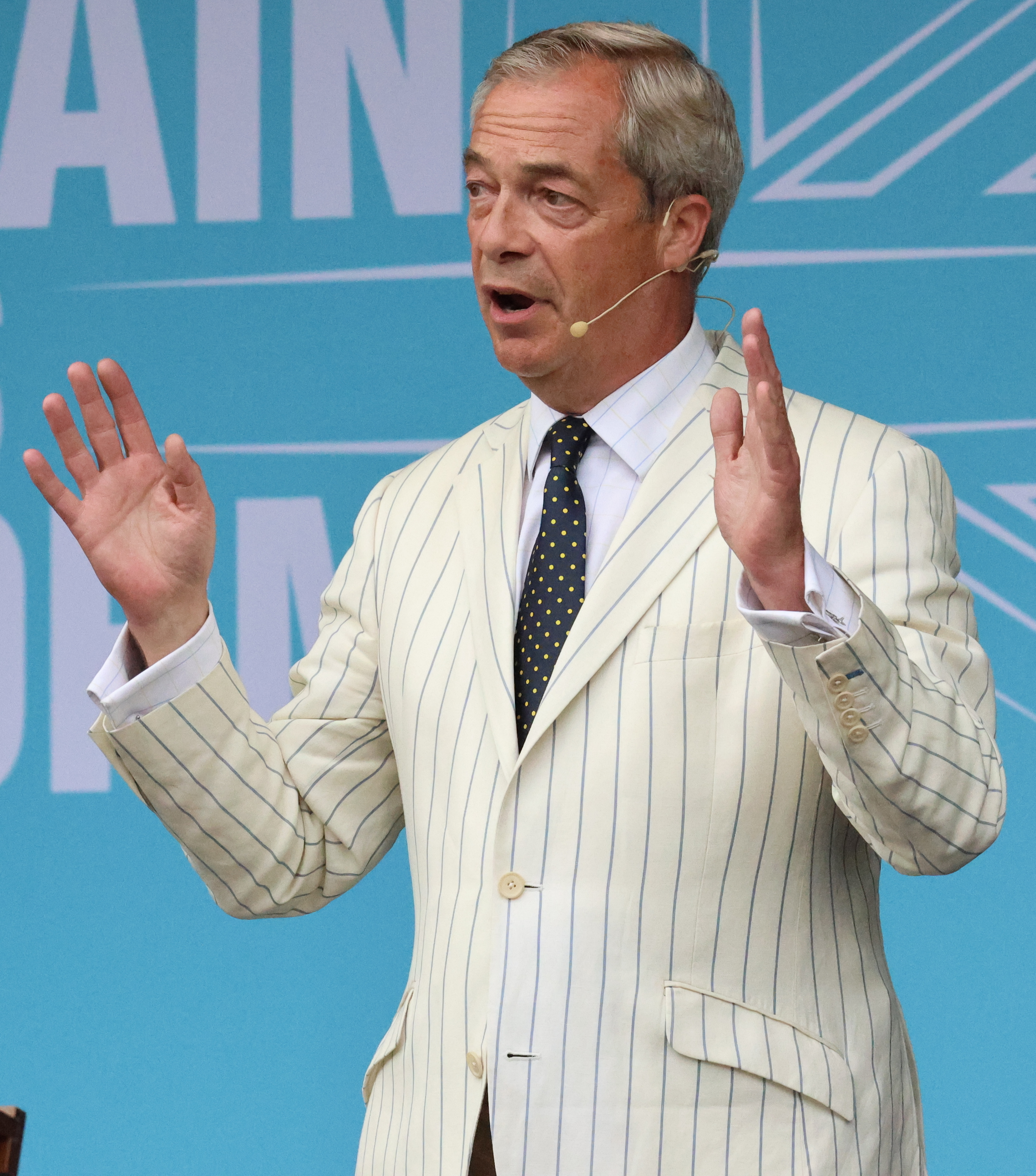
Nigel Farage lideró la campaña por el Brexit desde finales del siglo.

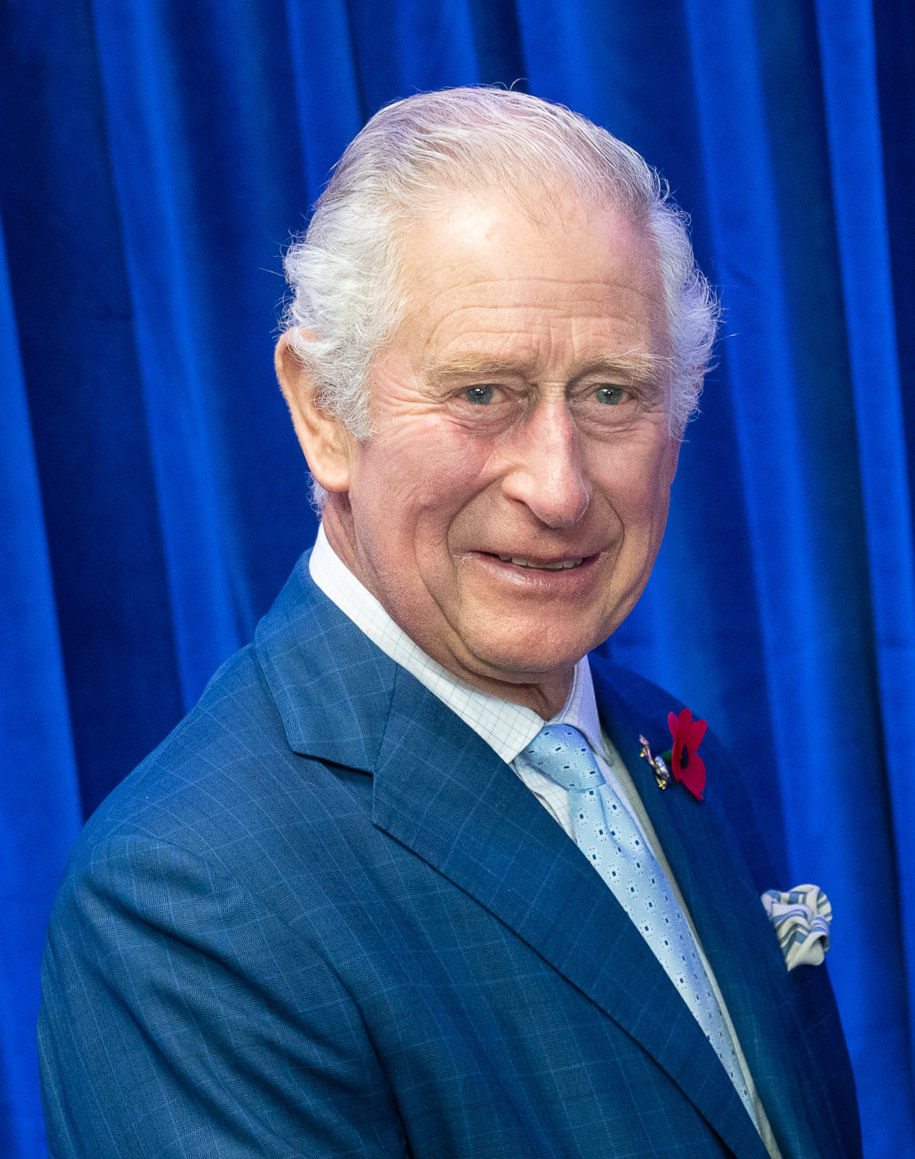
Carlos III se convirtió en el primer rey del Reino Unido en el siglo.

El 1 de enero de 2020 se hizo efectivo el Brexit, la salida del Reino Unido de la Unión Europea. El 8 de septiembre de 2022 falleció la reina Isabel II, convirtiéndose en rey Carlos III.
La política exterior durante el gobierno de Tony Blair (1997-2007) fue de un estrecho alineamiento con los Estados Unidos. Tras la participación del Reino Unido en la Operación Libertad Duradera en Afganistán iniciada en 2001, Blair tomo parte de la cumbre de las Azores en 2003 donde se adoptó la decisión de lanzar un ultimátum de 24 horas al régimen iraquí encabezado por Sadam Huseín para su desarme. Este ultimátum finalmente desembocó en la invasión de Irak (Operación Libertad Iraquí) en 2003.
El terrorismo islámico golpeó Londres el 7 de julio de 2005 provocando 56 muertos y más de 700 heridos, el día siguiente de que Londres fuera la sede elegida para albergar los Juegos Olímpicos de Londres 2012.
La crisis financiera de 2008 afectó severamente la economía británica. Dos años después, los laboristas de Gordon Brown pierden las elecciones y asciende el gobierno conservador encabezado por David Cameron, que introdujo nuevas medidas de austeridad destinadas a hacer frente a los déficits públicos sustanciales que se dieron durante el período de crisis. En 2014, el Gobierno escocés celebró un referéndum para la independencia de Escocia en septiembre de ese año, siendo rechazada la propuesta de independencia con un 55% de los votos. El 9 de septiembre del año 2015, la reina Isabel II se convirtió en la monarca con más tiempo de reinado en el país, habiendo superado así a su propia tatarabuela, la reina Victoria I.
En junio de 2016 se celebró un referéndum sobre la permanencia del Reino Unido en la Unión Europea con un 51,9% de votos a favor de dejar la entidad europea, proceso que podría demandar hasta dos años y que inició oficialmente el 29 de marzo de 2017, el partido (UKIP en inglés) entonces liderado por Nigel Farage fueron los impulsores de la causa que sería conocida como Brexit. Como parte de la coalición antiyihadista en la guerra contra el Estado Islámico, el Reino Unido volvió a ser golpeado ese año por el terrorismo en ciudades como Londres y Mánchester.